# Minoritetspartiet
Minoritetspartiet var et dansk politisk parti. Partiet stillede op til Folketingsvalget 2005, men da partiet kun fik 0.3 procent af stemmerne, svarende til 8.850 stemmer, blev de ikke repræsenteret i Folketinget.
Partiet forsøgte ikke at blive opstillingsberettiget til Folketingsvalget 2007. Dog gjorde partiet sig bemærket under denne valgkamp, da partiet havde flere annoncer i dagspressen, der opfordrede til at stemme på specifikke kandidater.
I udgangen af 2007 blev partiet nedlagt.
Minoritetspartiet var et humanistisk parti, der placerede sig uden for de marxistiske, socialistiske, liberalistiske og nationalistiske traditioner i dansk politik. Minoritetspartiet blev stiftet Grundlovsdag 2000 på initiativ af Souhail Ibrahim og Rune Engelbreth Larsen og opstillingsberettiget i juli 2002 under bogstavbetegnelsen M. Partiets slogan var »frihed til forskellighed«.
Minoritetspartiets formål var bl.a. at forene grupper der opfattedes som trængte og svigtede: Tvangsaktiverede, syge, etniske minoriteter og umyndiggjorte. Blandt partiets mærkesager var borgerløn; et nej til EU's forfatningstraktat; ligestilling af alle samfundsborgere uanset etnisk og religiøs baggrund; bedre børnevilkår og færre tvangsfjernelser; samt en effektiv beskatning af multinationale selskaber. I efteråret 2004 indgik Minoritetspartiet politisk samarbejdsaftale med Retsforbundet, der bl.a. indebar, at Retsforbundet støttede Minoritetspartiets bestræbelser på at blive valgt, og til gengæld kunne Retsforbundet opstille sine egne kandidater på liste M. Dette udmøntede sig i valgsamarbejde i forbindelse med folketingsvalget i 2005. 
I Minoritetspartiets hovedbestyrelse sad Rune Engelbreth Larsen (formand indtil 2005), Niels I. Meyer (udenrigspolitisk ordfører), Bashy Quraishy (integrationspolitisk ordfører), Ebba Bigler (fødevarepolitisk ordfører) m.fl.
Logoet for Liste M var en rød sol på sort baggrund.

## Kendte partimedlemmer
- Peter Hjørne, forsvarsadvokat
- Rune Engelbreth Larsen, religionshistoriker, samfundsdebattør, forfatter
- Niels I. Meyer, professor emeritus i fysik, samfundsdebattør
- Abdul Wahid Pedersen, imam
- Bashy Quraishy, minoritetskonsulent, redaktør, næstformand for POEM
- Leyla Tamer, forfatter

## Kuriositeter
- I forbindelse med folketingsvalget i 2005 førte folketingsmedlem for SF, Kamal Qureshi, valgkamp under samme slogan som Minoritetspartiet: Frihed til forskellighed.

## Andre minoritetspartier
I Sverige var der fra 1888 til 1905 et konservativt parti, der hed Minoritetspartiet.

## Eksterne kilder og henvisninger
Humanisme i det 21.århundrede : Minoritetspartiets grundlag og vedtægter samt udvalgte politiske programmer
- Minoritetspartiets hjemmeside – meddeler nu blot, at partiet er nedlagt Arkiveret 6. februar 2005 hos  Wayback Machine

1. ↑  "Indenrigs- og Sundhedsministeriets opgørelse af landsresultatet ved Folketingsvalget 2005". Arkiveret fra originalen 23. maj 2010. Hentet 16. juni 2008.
2. 1 2  Valg 2007: Minoritetspartiet og Enhedslisten Humanisme.dk, den 6. november 2007.
3. ↑  Faklen og Minoritetspartiet Faklen
4. ↑  Minoritetspartiet godkendt til næste valg  BT, den 2. juli 2002.
5. ↑  Minoritetspartiet og Retsforbundet i samarbejde Arkiveret 5. marts 2016 hos  Wayback Machine Fyens Stiftstidende, den 8. december 2004.

| Politisk parti | Spire Denne artikel om et politisk parti eller gruppe er en spire som bør udbygges. Du er velkommen til at hjælpe Wikipedia ved at udvide den. |